# Herbaria (pel·lícula)
Herbaria és una pel·lícula documental argentina del 2022 dirigida per Leandro Listorti.
La pel·lícula es va estrenar en la secció oficial (competència argentina) de la 37a edició del Festival Internacional de Cinema de Mar del Plata.

## Argument
En un viatge a través de la conservació botànica i cinematogràfica, "Herbaria" explora, en els seus processos gairebé invisibles, les derivacions artístiques i polítiques que vinculen tots dos mons. A partir d'una narració en la qual el temps i l'espai semblen fondre's, les imatges ens conviden a endinsar-nos en el fascinant univers de la preservació de la bellesa i la memòria d'un món que s'obstina a desaparèixer.

## Repartiment
- Claudio Caldini
- Lucía Ciruelos
- Narcisa Hirsch
- Gabriela Klier
- Julia Wallmüller

### Premis i nominacions
| Llista de premis i nominacions | Llista de premis i nominacions | Llista de premis i nominacions | Llista de premis i nominacions | Llista de premis i nominacions | Llista de premis i nominacions |
| Any                            | Organització                   | Categoria                      | Nominat/a(s)                   | Resultat                       | Ref(s)                         |
| ------------------------------ | ------------------------------ | ------------------------------ | ------------------------------ | ------------------------------ | ------------------------------ |
| 2023                           | Premis Cóndor de Plata         | Millor director                | Leandro Listorti               | Nominat                        | [ 4 ]                          |
| 2023                           | Premis Cóndor de Plata         | Millor documental              |                                | Guanyador                      | [ 4 ]                          |
| 2023                           | Premis Cóndor de Plata         | Millor muntatge                | Leandro Listorti               | Nominat                        | [ 4 ]                          |
| 2023                           | Premis Sur                     | Millor pel·lícula documental   |                                | Nominat                        | [ 5 ]                          |